# Имперская реформа
Два основоположника Реформы
Имперская реформа (нем. Reichsreform) — совокупность мероприятий, направленных на реформирование системы управления Священной Римской империи, утверждённая общеимперским рейхстагом в Вормсе в 1495 году и дополненная Аугсбургским рейхстагом в 1500 году. В основу реформы легли предложения императора Максимилиана I. Имперская реформа легла в основу государственного устройства империи нового времени и, наряду с положениями Вестфальского мира 1648 года, являлась определяющей в системе межгосударственных связей в Германии до конца существования Священной Римской империи в 1806 году.

## Предыстория
В отличие, например, от Франции или Англии, со времен средних веков императоры Священной Римской империи не могли объединить в своих руках важнейшие суверенные права государства: право взимания налогов, верховная юрисдикция, право чеканки денег, право на укрепления и многие другие регалии со временем перешли от них к имперским князьям и вольным имперским городам.
Поэтому постепенное развитие государства в раннем новом времени происходило не на уровне всей империи, а на уровне отдельных государств. Решающими для разработки были постановление в пользу князей Фридриха II и Золотая булла Карла IV. Начиная с периода междуцарствия с 1250 по 1273 г., император имел ровно столько влияния на имперскую политику, сколько позволяла его собственная власть. В начале раннего Нового времени что-либо предпринять внутри империи было возможно только при одобрении на имперском сейме голосами трети коллегии выборщиков, имперских князей и вольных городов.
У рейха не было ни значительных доходов, ни собственной армии, а отдельные сословия проводили собственную политику. В XV в. проблема недееспособности Священной Римской империи стала осознаваться — отчасти из-за гуситских войн — даже среди имперских князей, которые обычно были обеспокоены только своей выгодой.

## Первые попытки
В 1434—1438 годах на сеймах в Эгере (1437) и Нюрнберге (июль и октябрь/ноябрь 1438) были предприняты первые попытки имперской реформы, иногда по инициативе императора Сигизмунда, иногда по инициативе курфюрстов. Обсуждались запрет на междоусобицы, новое регулирование прав на чеканку монет и сопровождение товаров и людей, а также районное деление империи. Однако все предложения провалились из-за противоречия между интересами императора и курфюрстов.
Они стремились к более функциональному управлению империей, но в противоположных направлениях. Император был заинтересован в укреплении своей центральной власти, а князья — в коллегиальном и корпоративном руководстве, в котором они могли бы участвовать. Произведения уровня «Reformatio Sigismundi» демонстрируют, что образованные сословия в лице мелких территориальных правителей и имперского рыцарства, а также имперских городов и церковных территорий, поддерживали усиление власти императора как противовес притязаниям князей. Сами императоры, которые со времен преемника Сигизмунда Альбрехта II происходили почти исключительно из дома Габсбургов, обычно занимались имперской политикой только в той мере, в какой она служила их собственной внутренней власти.

## Состав реформы
Имперская реформа включала в себя следующие нововведения:
1. Установление «Вечного земского мира» (нем. Ewiger Landfriede), под которым понималось запрещение использования военной силы для разрешения противоречий и споров между отдельными государственными образованиями империи.
2. Учреждение Высшего имперского суда (нем. Reichskammergericht) в качестве верховной судебной инстанции империи, в юрисдикцию которого попадали все конфликты между государствами империи, между монархами и сословиями, между княжествами и императором. Учреждение Высшего имперского суда завершило складывание единой правовой системы империи, которая стала играть роль одного из немногих элементов, связывающих сотни немецких государственных образований в составе Священной Римской империи.
3. Организация имперских округов (нем. Reichskreise). Территория империи была разбита на шесть (с 1512 года — десять) округов, в каждом из которых были сформированы региональные органы управления. Право на участие в собрании округа получили все государственные образования (княжества, имперские рыцари, вольные города, церковные владения), расположенные на его территории. Округа занимались вопросами военного строительства, набора и снабжения армии, распределения и взимания имперских налогов и разрешения региональных конфликтов. Органы управления округов стали посредничающим звеном между императором и общеимперскими учреждениями с одной стороны, и субъектами империи, с другой.
4. Учреждение Имперского управления (нем. Reichsregiment) — высшего исполнительного органа власти империи, который возглавлялся императором и состоял из 20 представителей субъектов империи (светских и духовных князей, вольных городов, дворянства). Имперское управление являлось фактически органом власти имперского рейхстага, и, поэтому, не получило поддержки императора. В 1502 году управление было распущено, затем в 1521 году восстановлено императором Карлом V с совещательными функциями и окончательно ликвидировано в 1531 году.

## Последствия реформы
Существует две точки зрения на Имперскую реформу. Согласно одной, реформа осталась незавершённой и не разрешила институциональных проблем Священной Римской империи. Сторонники этого подхода исходят из того, что целью реформ Максимилиана I в империи было её преобразование в современное централизованное государство по типу национальных государств запада.
В настоящее время более распространённой является другая точка зрения, согласно которой Имперская реформа была попыткой нахождения эффективного баланса власти между империей и входящими в неё государствами, позволяющего сохранять роль и влияние империи в Европе и соответствовать вызовам нового времени. Исходя из этой позиции, реформа была достаточно успешной и позволила сохранить дееспособность Священной Римской империи ещё на три столетия.